# Paweł Kaczmarczyk (ekonomista)
Paweł Kaczmarczyk – polski ekonomista, doktor habilitowany nauk ekonomicznych, profesor na Uniwersytecie Warszawskim, specjalista od demografii oraz statystyki.

## Kariera naukowa
W 2004 roku na Wydziale Nauk Ekonomicznych Uniwersytetu Warszawskiego uzyskał stopień doktora nauk ekonomicznych. W tym samym roku został zatrudniony na tejże uczelni, a w 2016 roku uzyskał na jej Wydziale Nauk Ekonomicznych stopień doktora habilitowanego nauk ekonomicznych na podstawie pracy pt. Osiągnięcie naukowe: Ekonomiczne konsekwencje procesów migracyjnych – wpływ na rynek pracy i funkcjonowanie systemów zabezpieczenia społecznego, mechanizmy i rola transferów pieniężnych.